# Autofahrer unterwegs
Autofahrer unterwegs war eine im österreichischen Hörfunksender „Ö-Regional“ von 1957 bis 1999, ab 1992 nicht mehr in allen Bundesländern ausgestrahlte Radiosendung.

## Geschichte
Die tägliche Sendung wurde vom 8. April 1957 bis zum 5. April 1999 um die Mittagszeit, mit Beginn um 11.30, 11.45 oder 12.00 Uhr und Ende um 13.00 Uhr, insgesamt 15.153 Mal ausgestrahlt. In den 1950er Jahren waren Autos nur selten mit einem Autoradio ausgestattet. Dem Werbeleiter Reginald Földy von Philips wird nachgesagt, die Sendung erfunden zu haben.
1957 stand die Service-Sendung (nach dem ursprünglichen Motto Mit Musik auf Reisen) unter der Leitung von Wilhelm „Willy“ Hufnagl, der als Bevollmächtigter Rosemarie Isopp und Walter Niesner als Sprecher (heute als Moderatoren zu bezeichnen, da sie nicht fertig formulierte Texte zu verlesen, sondern live aus dem Stegreif zu agieren hatten) entdeckte.
Die Sendung begann stets mit der Signation „Blende auf“, komponiert von Werner Müller und später für die Sendung nochmals neu und schmissig aufbereitet von Wolfgang Lindner senior (1949–2008). 1957 zählten, (neben Isopp und Niesner) Louise Martini und Emil Kollpacher zu den ersten Moderatoren (der Begriff war damals noch unbekannt). Lange Zeit wurde die Sendung mit Publikum aus dem Sendesaal im Ausstellungs- und Einkaufszentrum (AEZ) in Wien (beim heutigen Bahnhof Wien Mitte) gesendet, immer wieder aber auch aus Orten in Österreich und seltener aus dem Ausland. 1960 fand im AEZ, auf der Popularität der Sendung aufbauend, die AURA 1960 statt, die Autofahrer unterwegs Rundfunk Ausstellung.
1992 schied das Landesstudio Wien auf Grund einer Programmreform aus der Übertragung aus und produzierte dann eine Zeit lang die Sendung Der Wiener Autofahrer unterwegs. 1995 schieden auch die Landesstudios Kärnten, Oberösterreich und Steiermark aus. Bis 1999 wurde die Sendung von den Landesstudios Burgenland, Niederösterreich (daher auch in Wien zu hören), Salzburg, Tirol und Vorarlberg ausgestrahlt und konnte somit bis zum Schluss im Großteil Österreichs gehört werden.
Seit 1981 trug Kurt Votava die Verantwortung für die Sendung.

## Elemente der Sendung
- Verkehrsmeldungen, gelesen von Walter Prskawetz (gest. 12. Oktober 2020 mit 91 Jahren) oder Heinz Kellner über eine Direktleitung von deren Arbeitsplatz im ÖAMTC aus
- Punkt 12 Uhr: Einspielung der Aufnahme des Mittagsläutens einer Pfarrkirche eines österreichischen Ortes, der anschließend, beginnend mit den Worten „Sie hörten das Mittagsläuten aus xxxx in xxxxx ...“ kurz vorgestellt wurde
- Reiserufmeldungen von ÖAMTC und ARBÖ; mit diesen vom Veranlasser bezahlten Durchsagen versuchte man, vor der Verbreitung von Mobiltelefonen, Autofahrer zu erreichen, deren genauen Aufenthaltsort man nicht kannte bzw. die man am Festnetztelefon nicht erreichen konnte
- Volksmusik, Blasmusik und Schlager, vom Moderator ausgewählt
- Werbung vorrangig für Autos und deren Händler.
- fallweise Nachrichten und Wetterberichte
- Suchmeldungen gestohlener Autos („In Schwechat wurde ein grauer Opel Olympia mit dem Wiener Kennzeichen ...“) und Auslobung einer Prämie für zweckdienliche Hinweise.
- Interviews, vor allem, wenn die Sendung an einem Ort außerhalb Wiens zu Gast war und von dort übertragen wurde (so wurde z. B. am 8. April 1978 aus Anlass der Ausstellung Wien grüßt Budapest von Budapest aus gesendet,[5] und Kurt Votava als Moderator interviewte live Bürgermeister Leopold Gratz; da diese Sendung auch in Ungarn zu hören war, wurden die wichtigsten Elemente auch in Ungarisch angesagt)
- Unterhaltung, der Schauspieler und Kabarettist Ossy Kolmann war der Herr Montag, wobei es mit dem jeweiligen Moderator zu einer Doppelconférence kam.

## Moderation
- Rosemarie Isopp (1957–1988; † 5. Juni 2019)
- Emil Kollpacher (1957–vor 1988; † 13. Juni 2002)
- Walter Niesner (1957–1981 Chef der Sendung; † 4. November 2003)
- Louise Martini (1957–1962; † 17. Jänner 2013)
- Herbert Suchanek (vor 1961–vor 1988; ÖBB-Fahrdienstleiter; † 14. August 2004)
- Linda Fischer(-Kytka) (1961–?)
- Günther Bahr (1970–1999; † 3. November 2011)
- Hubert Wallner (1971–1996; † 7. August 2018)
- Michael Schrenk (1972–1999)
- Kurt Votava (1976–1999; 1981–1999 Chef der Sendung; † 28. Mai 2021)
- Günther Frank (1986?–?)
- Elisabeth Vitouch (zwischen 1975 und 1995 acht Jahre im Team)
- Brigitte Xander (1995–1999; † 18. Oktober 2008)
- Ania Konarzewski (1996–1999)[6]
- Wilhelm Hufnagl (* 1904, † 1994) als Einspringer
- Willy Kralik (* 1929, † 2003) als Einspringer
- Vera Oelmann als Einspringerin

## Beziehung zur Hörerschaft
Die Sendung wurde in einer Zeit begonnen, in der in Österreich nur sehr wenige Strecken per Autobahn zurückgelegt werden konnten. Man durfte damit rechnen, dass Autofahrer, die quer durch das Land unterwegs waren, zur Mittagszeit ein Gasthaus ansteuern würden und dass dort zu Mittag Autofahrer unterwegs zu hören sein würde – was auch tatsächlich meist der Fall war. Die Sendung lief im 2. Programm, wo davor und danach regionale Angebote des jeweiligen Landesstudios für die damals außer in Wien noch stark von der Landwirtschaft geprägte Bevölkerung zu hören waren.
Die Ansprache der Hörerschaft gestaltete sich eher familiär, oft im Stil der Conférenciers der dreißiger bis sechziger Jahre. Die Moderatoren sollten wie nahe Verwandte erscheinen, die man immer wieder gern trifft; sie gehörten zu den bekanntesten Personen in Österreich. Die Sendung hatte auch viele Hörer, die zwar nicht oder wenig Auto fuhren, aber täglich zuhörten: mit dem Gefühl, am Unterwegssein, am Reisen teilzunehmen.